# Nanhai Nr. 1

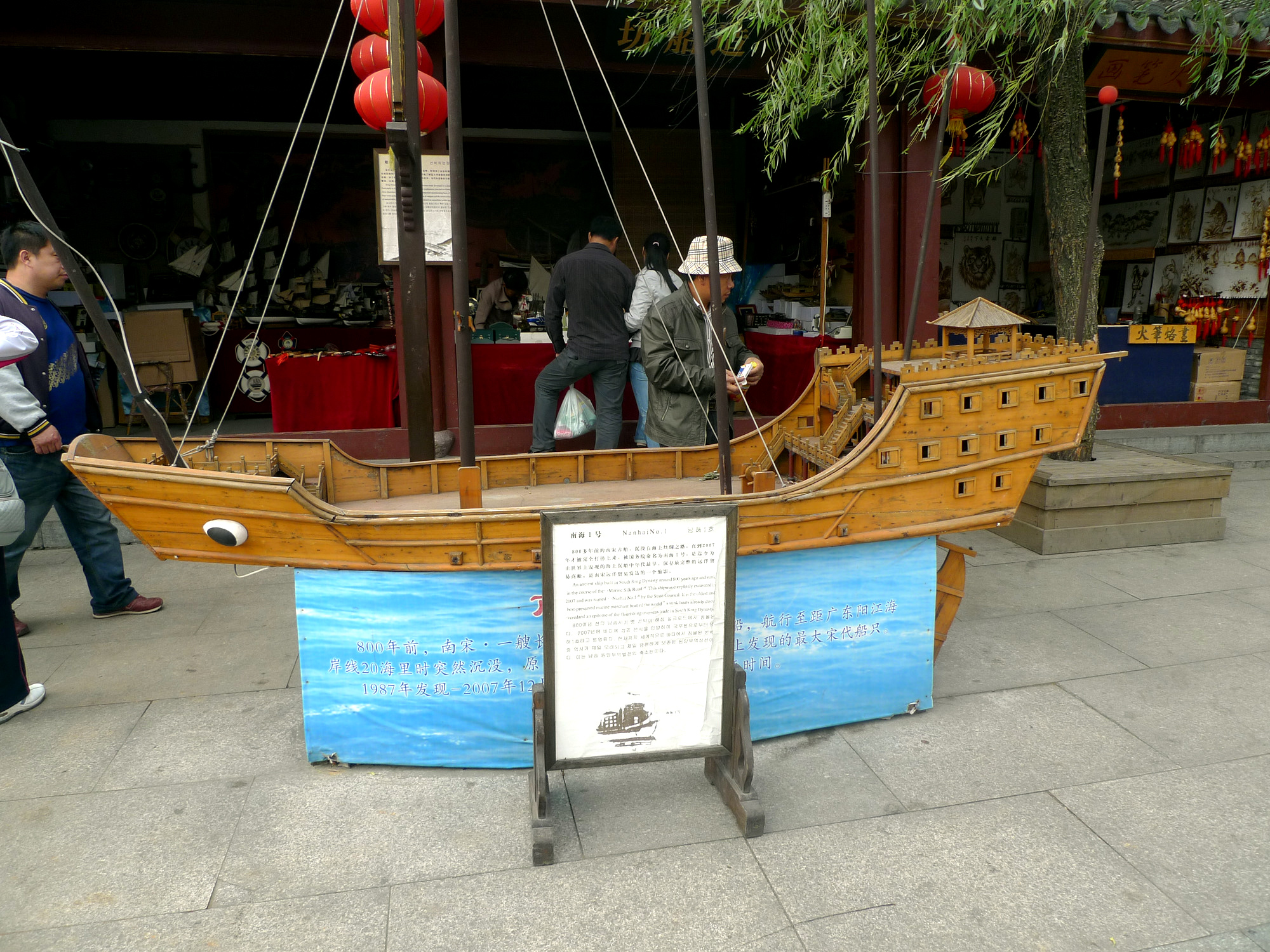
Nanhai Nr. 1, Modell Song Stadt, Hangzhou

Nanhai Nr. 1 bzw. Nanhai 1 (chinesisch 南海一號 / 南海一号, Pinyin Náihǎi yīhào, englisch Nanhai No. 1 / South China Sea No. 1) ist ein chinesisches Handelsschiff, das in der Zeit der Südlichen Song-Dynastie im Südchinesischen Meer (chinesisch Nan Hai) versank. Das Schiff ist nach seinem Fundort benannt.
Das Schiffswrack wurde 1987 vor Yangjiang an der südchinesischen Südküste in der Provinz Guangdong entdeckt. Der Gesamtbestand des Schiffes wurde von Archäologen auf 50.000 bis 70.000 Kunstschätze geschätzt. 2007 begann die Bergung des Schiffes und seiner Ladung. Für das Schiff wurde eigens auf der Insel Hailing in Yangjiang ein Unterwassermuseum gebaut, das Nanhai-Nr.-1-Museum (广东海上丝绸之路博物馆, Guangdong Maritime silkroad Museum/Chinesisches Museum der maritimen Seidenstraße).